# Bene Jehuda Tel Awiw
Bene Jehuda Tel Awiw F.C. (hebr.: מועדון כדורגל בני יהודה תל אביב, Moadon Kaduregel Bene Jehuda Tel Awiw) – założony w 1936 roku izraelski klub piłkarski z siedzibą w Tel Awiwie. Obecnie występuje w Liga Leumit, rozgrywając swoje mecze na Stadionie Bloomfield.

## Osiągnięcia
- Mistrzostwo: 1989/90
- Puchar Izraela: 1968, 1981, 2017

## Europejskie puchary
Legenda do wszystkich tabel:
- Q – runda eliminacyjna, 1/16, 1/8, 1/4, 1/2 – odpowiednia faza rozgrywek, Grupa – runda grupowa, 1r gr – pierwsza runda grupowa, 2r gr – druga runda grupowa, F – finał, R – runda, PO – play-off
- k. – rzuty karne, los. – losowanie, Dogr. – dogrywka, w. – zasada bramek strzelonych na wyjeździe

| Sezon   | Rozgrywki   | Runda | Klub                 | Dom | Wyjazd | Ogólnie |
| ------- | ----------- | ----- | -------------------- | --- | ------ | ------- |
| 2006/07 | Puchar UEFA | 2Q    | Łokomotiw Sofia      | 0–2 | 0–4    | 0–6     |
| 2009/10 | Liga Europy | 1Q    | Simurq Zaqatala      | 3–0 | 1–0    | 4–0     |
| 2009/10 | Liga Europy | 2Q    | FK Dinaburg          | 4–0 | 1–0    | 5–0     |
| 2009/10 | Liga Europy | 3Q    | FC Paços de Ferreira | 1–0 | 1–0    | 2–0     |
| 2009/10 | Liga Europy | PO    | PSV Eindhoven        | 0–1 | 0–1    | 0–2     |
| 2010/11 | Liga Europy | 1Q    | Ulis Erywań          | 1–0 | 0–0    | 1–0     |
| 2010/11 | Liga Europy | 2Q    | Shamrock Rovers      | 0–1 | 1–1    | 1–2     |
| 2011/12 | Liga Europy | 2Q    | UE Sant Julià        | 2–0 | 2–0    | 4–0     |
| 2011/12 | Liga Europy | 3Q    | Helsingborgs IF      | 1–0 | 0–3    | 1–3     |
| 2012/13 | Liga Europy | 2Q    | Szirak Giumri        | 2–0 | 1–0    | 3–0     |
| 2012/13 | Liga Europy | 3Q    | PAOK FC              | 0–2 | 1–4    | 1–6     |
| 2017/18 | Liga Europy | 2Q    | Trenčín              | 2–0 | 1–1    | 3–1     |
| 2017/18 | Liga Europy | 3Q    | Zenit Petersburg     | 0–2 | 1–0    | 1–2     |
| 2019/20 | Liga Europy | 3Q    | Neftçi               | 2–1 | 2–2    | 4–3     |
| 2019/20 | Liga Europy | PO    | Malmö FF             | 0–1 | 0–3    | 0–4     |